# Don C. DeJongh
Don C. DeJongh (* 10. Mai 1937 in Burnips (Michigan); † 23. Juli 2011 in Palo Alto) war ein US-amerikanischer Chemiker (Organische Chemie).

## Leben
DeJongh studierte am Hope College mit dem Bachelor-Abschluss 1959 und an der University of Michigan mit dem Master-Abschluss 1961 und der Promotion 1963. Als Post-Doktorand war er am Massachusetts Institute of Technology. 1963 wurde er Assistant Professor und später Professor an der Wayne State University. Von 1972 bis 1978 war er Professor an der Universität Montreal. Ab 1978 war er Präsident des Finnigan Institute in Cincinnati, das Kurse in Massenspektrometrie und Chromatographie gab. Später lebte er in Palo Alto.
Er befasste sich mit Anwendungen der Massenspektrometrie in Chemie, Biologie und Umweltwissenschaft.
1967 erhielt er ein Forschungsstipendium der Alfred P. Sloan Foundation (Sloan Research Fellowship). Er war Mitglied der American Association for the Advancement of Science.

## Schriften
- mit Allinger, Carl R. Johnson, Norman A. Lebel, Michael P. Cava, Calvin L. Stevens: Organische Chemie, 1. Auflage, Walter de Gruyter, Berlin 1980, ISBN 3-11-004594-X.